# Tai Xiaohu
Tai Xiaohu (Gaomi, República Popular China, 1 de marzo de 1998) es un clavadista o saltador de trampolín chino especializado en la plataforma de 10 metros, donde consiguió ser campeón mundial en 2015 en los saltos sincronizados mixtos.

## Carrera deportiva
En el Campeonato Mundial de Natación de 2015 celebrado en Kazán (Rusia) ganó la medalla de oro en los saltos sincronizados desde la plataforma de 10 metros, con una puntuación de 350 puntos, por delante de los canadienses (plata con 309 puntos) y australianos (bronce con 308 puntos).